# Hermann Ehmer
Hermann Ehmer (* 17. Februar 1943 in Beilstein) ist ein deutscher evangelischer Theologe und Archivar.

## Leben
Hermann Ehmer wurde 1943 in Beilstein (Landkreis Heilbronn) geboren. Dort besuchte er die Oberschule (heutiges Herzog-Christoph-Gymnasium Beilstein). Anschließend studierte er von 1963 bis 1968 Evangelische Theologie in Tübingen, Heidelberg und Mainz. Nach dem Vikariat und der Promotion 1972 zum Dr. theol. an der Universität Tübingen mit dem Thema Valentin Vannius und die Reformation in Württemberg absolvierte er eine Ausbildung für den höheren Archivdienst.
Von 1977 bis 1988 war Ehmer Leiter des Staatsarchivs Wertheim und von 1988 bis 2008 als Nachfolger von Gerhard Schäfer Direktor des Landeskirchlichen Archivs Stuttgart. Daneben war er Mitherausgeber der Blätter für württembergische Kirchengeschichte und der Quellen und Forschungen zur württembergischen Kirchengeschichte. Von 1996 bis 2012 war er Lehrbeauftragter an der Universität Tübingen für württembergische Kirchengeschichte. 2007 wurde er zum Honorarprofessor berufen.

## Werke (Auswahl)
- Südwestdeutsche Reformationsgeschichte. Zur Einführung der Reformation im Herzogtum Württemberg 1534. Verlag Calwer, Stuttgart 1984.
- Geschichte der Stadt Schwäbisch Gmünd. Theiss, Stuttgart 1984.
- Geschichte der Grafschaft Wertheim. Verlag E. Buchheim Nachfolger, Wertheim 1989.
- Der Gleissende Wolf von Wunnenstein. Herkunft, Karriere und Nachleben eines spätmittelalterlichen Adeligen. Jan Thorbecke Verlag, Sigmaringen 1991.
- Burgen im Spiegel der historischen Überlieferung. Jan Thorbecke Verlag, Sigmaringen 1996.
- Gott und Welt in Württemberg. Eine Kirchengeschichte. Verlag Calwer, Stuttgart 2000.
- Evangelische Klosterschulen und Seminare in Württemberg. 1556–2006. Lernen – Wachsen – Leben. Theiss, Stuttgart 2006.
- Kleine Geschichte der Evangelischen Kirche in Württemberg. DRW-Verlag, Leinfelden-Echterdingen 2008.
- Der Kirchenkonvent in Württemberg. Bibliotheca Academica Verlag, Epfendorf 2009.
- Die Reformation in Schwaben. DRW-Verlag, Leinfelden-Echterdingen 2010.
- Stift Oberstenfeld. Jan Thorbecke Verlag, Sigmaringen 2016.
- Lebenserinnerungen des Waldenserpfarrers Adolf Märkt (1861–1947). Verlag Regionalkultur, Ubstadt-Weiher 2018.
- Helfenberg. Geschichte von Burg, Schloß und Weiler. Jan Thorbecke Verlag, Sigmaringen 2019.
- Johannes Ziegler 1842–1907. Erzieher, Schriftsteller, Begründer der Zieglerschen Anstalten. Einhorn-Verlag, Schwäbisch Gmünd 2022.
- Württembergische Kirchengeschichte. Von der Christianisierung bis zur Gegenwart. Calwer Verlag, Stuttgart 2025, ISBN 978-3-7668-4616-7.